# Platensina diaphasis
Platensina diaphasis es una especie de insecto del género Platensina de la familia Tephritidae del orden Diptera.

## Historia
Jacques-Marie-Frangile Bigot la describió científicamente por primera vez en el año 1891.